# John Lawrence LeConte
John Lawrence LeConte (New York (New York), 13 mei 1825 - Philadelphia, 15 november 1883) was de belangrijkste negentiende-eeuwse Amerikaanse entomoloog. Hij beschreef en benoemde een groot aantal insectensoorten, vooral kevers uit Noord-Amerika.
John L. LeConte moet niet verward worden met de Amerikaanse fysicus John Le Conte (of LeConte) (1818-1891).

## Biografie
John Lawrence LeConte stamde af van een hugenotenfamilie die Frankrijk was ontvlucht na de herroeping van het Edict van Nantes door het Edict van Fontainebleau. Zijn vader was de natuurvorser John Eatton Le Conte (1784-1860).  John Lawrence ging naar het Mt. St. Mary's College in Emmitsburg (Maryland) en studeerde medicijnen aan het College of Physicians and Surgeons in New York, waar hij in 1846 afstudeerde. Tijdens en na zijn studies reisde hij veel door de Verenigde Staten om natuurwetenschappelijke collecties aan te leggen. Hij specialiseerde zich in de Coleoptera van Noord-Amerika. 
In 1857 bezocht hij Honduras en in 1867 delen van Colorado en New Mexico. Hij reisde ook naar Europa, Algerije en Egypte.
Gedurende het laatste deel van de Amerikaanse Burgeroorlog was hij een vrijwillige chirurg in het medische korps van het leger. Hij werd er bevorderd tot luitenant-kolonel. In 1878 werd hij assistent-directeur aan de United States Mint in Philadelphia, een post die hij tot aan zijn dood in 1883 bekleedde.
LeConte (hij schreef zijn naam zonder spatie) publiceerde ongeveer 60 wetenschappelijke monografieën en twee grote overzichtswerken over de insecten van Noord-Amerika.
Hij was lid van talrijke wetenschappelijke genootschappen, waaronder de National Academy of Sciences en hij was voorzitter van de American Association for the Advancement of Science in 1874. 
George Newbold Lawrence vernoemde de woestijnspotlijster Toxostoma lecontei naar hem. In het Engels heet deze vogel "Le Conte's Thrasher". LeConte ontdekte de vogel tijdens een trip door Arizona op zoek naar kevers. 

## Werken (selectie)
- Catalogue of the Coleoptera of the United States. (1853) - Frederick Ernst Melsheimer, herzien door Samuel Stehman Haldeman en John Lawrence LeConte
- Classification of the Coleoptera of North America (1861, 1873)
- New Species of North American Coleoptera (1866, 1873)
- Classification of the Coleoptera of North America. Part II (1883) - met George Henry Horn